# Platja de Son Xoriguer
La platja de Son Xoriguer està situada a l'illa de Menorca i concretament al sud del municipi de Ciutadella de Menorca.
Situada a 11 km de Ciutadella, a la urbanització del mateix nom i molt a la vora de la platja de Cala en Bosch.
Aquesta platja té forma de copinya i està formada per petites platgetes que van apareixent i desapareixent segons els temporals de l'hivern. La seva arena és fina i les seves aigües cristal·lines. Entre platgetes hi ha roques. L'afluència de banyistes és molt alta, tant de turistes com de població local, sobretot de famílies.
Té servei de lloguer de planxes de windsurf així com altres activitats aquàtiques. Podem accedir en vehicle particular, que podrem aparcar gratuïtament pels voltants, o bé amb autobús, que ens deixa a la mateixa platja.
Aquesta platja està adaptada per a persones amb minusvalidesa.
Situada en un entrant de la mar amb forma de petxina pròxim a Cala´n Bosch, la Platja de Son *Xoriguer és una de les platges de Menorca que presenta major onatge. A causa d'això és comú trobar-se amb alguns banyistes practicant *windsurf, una cosa impensable en la majoria de les platges de l'illa.
Per ser una platja urbana, Són *Xoriguer acull una gran afluència de banyistes locals, especialment famílies, encara que també és freqüentada per turistes que s'allotgen en Cala'n Bosch.
La Platja de Son *Xoriguer compta amb l'avantatge de trobar-se molt pròxima a Cala´n Bosch, per la qual cosa resulta molt còmode arribar fins ella.
Malgrat això, si disposeu de cotxe de lloguer, us recomanem explorar altres platges i cales molt més agradables i interessants.